# Горнфельд, Аркадий Георгиевич
Арка́дий Гео́ргиевич Го́рнфельд (18 [30] августа 1867, Севастополь, Таврическая губерния, Российская империя — 25 марта 1941, Ленинград, РСФСР, СССР) — русский и советский литературовед, литературный критик, переводчик, публицист, журналист.

## Начало биографии
Аркадий Горнфельд родился в городе Севастополе. Отец его по окончании житомирского раввинского училища состоял нотариусом в Севастополе, сотрудничал в еврейских изданиях. Юный Аркадий окончил Симферопольскую гимназию. Затем окончил юридический факультет Харьковского университета, одновременно на филологическом факультете под руководством А. А. Потебни изучал теорию словесности и поэтику. В 1891—1893 гг. продолжал обучение в Берлинском университете, где слушал курс психологии М. Лацаруса, занимался вопросами литературного творчества под руководством Гейгера. Среди своих учителей, кроме А. А. Потебни и Лацаруса, называл Целлера, Германа, Дессуара, а также Штейнталя и А. Н. Веселовского, позже — Н. К. Михайловского.
В Санкт-Петербурге с 1893 года. В эпоху «первоначального декадентства» пытался сблизиться с журналом «Северный вестник», чему помешали идейные разногласия с редактором А. Л. Волынским. Называя себя «разумным индивидуалистом», Горнфельд понимал, что наследство 1860-х годов требует «модификации», методология современной критики — обновления, новые течения в литературе — внимания.

## Учёное поприще
Впервые в печати А. Г. Горнфельд выступил в 1891 году в «Харьковских ведомостях» со статьей «О лекциях А. А. Потебни. Из воспоминаний бывшего слушателя», вошедшей в сборник «Памяти А. А. Потебни (29 ноября 1891 г.)» (Харьков, 1892).
Горнфельд — последователь Потебни. В потебнианстве для него является существенным взгляд на искусство как на одну из форм познания действительности. «От Вико и Баумгартена через Гердера и Гегеля воззрения этого направления дошли у нас до Белинского, который определял искусство как мышление в образах. Наука не отказалась от этого определения, дав ему более отчётливое содержание. В формулах, выставленных впоследствии, поэзия определялась как „преобразование мысли посредством конкретного образа, выраженного в слове“, или как „создание сравнительно обширного значения при помощи единичного сложного ограниченного словесного знака“» («Пути творчества»). В разработке этого центрального положения школы Горнфельд шёл особой дорогой. Если Потебню преимущественно занимала теория поэтического мышления (басня, пословица и поговорка), если Овсянико-Куликовский применял потебнианские теории к творчеству русских классиков, соединяя их с социологическим анализом («История русской интеллигенции», «Толстой», «Тургенев»), то Горнфельд всегда тяготел к проблемам творческой психологии. Этим проблемам и посвящены его статьи. Муки слова для Горнфельда — муки мышления, процесс извечной и мучительной борьбы художника с материалом, процесс, проистекающий из той же антиномичности знака и значения («Муки слова», 1900). Этот интерес к психологии творчества характерен для всего потебнианства, но у Горнфельда он находит наиболее полное выражение. Для Горнфельда решение проблемы толкования связано с изучением автора, с углублением в его подлинный замысел, в его личность, в мир, подсказавший ему его творение.

## В «Русском богатстве»

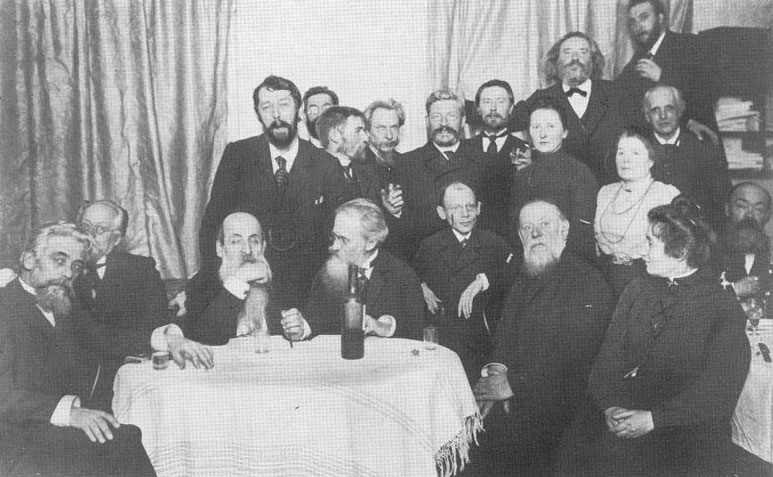
Горнфельд (в центре) среди патриархов народничества

В начале 1895 году П. П. Перцов познакомил Горнфельда с редакцией народнического Русского богатства, где он начал публиковаться. «Для Вас не секрет, — писал 17 ноября 1896 года Н. К. Михайловскому, — что я не солидарен с редакцией в теоретических вопросах моей специальности — поэтики. Но люди для меня важнее всего…»
С 1904 до закрытия журнала в 1918 году он состоял членом редакции, помощником В. Г. Короленко по отделу беллетристики и критики. У Горнфельда не было темперамента критика-публициста, организаторского и редакторского «пафоса», как признавался он сам, мечтая «бросить всё, написать большую теорию словесности», ибо как редактор годился в качестве третьего лица возле Короленко и П. Ф. Якубовича, «а обстоятельства выталкивают меня на первое место» Однако работа в журнале дала опыт и имя. Любая статья или рецензия Горнфельда (только в «Русском богатстве» их более 500) строилась на теоретической базе, в стремлении избежать легковесности и импрессионизма. Короленко писал: «Вы положили начало и русско-бог<атенской> критике»
Критическая продукция Горнфельда обширна. Его статьи, как правило, снабжены аппаратом доказательств и отличаются острой словесной формой. В меньшей степени он владел убеждающим пафосом и был преимущественно критиком-аналитиком. В реалистической литературе большую внутреннюю близость чувствовал к Чехову и Короленко, в модернистской — к Сологубу, интерес к пессимизму которого, по мнению А. Б. Дермана, был вызван у Горнфельда «усталостью от жизненной обиды». Многое в его жизни, небогатой внешними событиями, определялось тем, что он был калекой: горбуном с больными ногами.
Горнфельда ценили в разных литературных лагерях. И. Ф. Анненский назвал его «чутким, самобытным и искусным» критиком. Горнфельд — автор рецензии на «Вторую книгу отражений» и одновременно некролога поэта, где высказал недоумение по отношению к книге Анненского, обычное, впрочем, для народнического круга «Русского богатства».
В 1915 году он осуществил первый русский перевод «Тиля Уленшпигеля» Шарля де Костера («Русские записки», № 1-6; под псевдонимом Б. Ю. Коршан). В связи с этим переводом в конце 1928—1929 годах разгорелся конфликт между Горнфельдом и О. Э. Мандельштамом (при участии Д. И. Заславского). Горнфельд сохранил и передал в Пушкинский Дом архивы «Русского богатства» и Н. К. Михайловского.
Лев Гумилевский таким вспоминает Горнфельда в 1916 году:
Маленький, изломанный, искалеченный человек, превращённый каким-то параличом в комок человеческого тела, неловко сидел на обыкновенном, но для него непомерно высоком стуле, с палкой в руке.

## Горнфельд-энциклопедист и журналист
Помимо «Русского богатства» Горнфельд много сотрудничал в «Артисте», «Журнале для всех», «Сыне отечества», где заведовал литературным отделом, «Нашей жизни», «Товарище», где вёл критический фельетон, «Вестнике и библиотеке самообразования», «Большой энциклопедии».
Горнфельд написал также несколько десятков статей по теории словесности для энциклопедического словаря Брокгауза и Ефрона (см., например, статьи «Эпитет», «Период», «Эпиграмма», «Троп», «Эпистолярная литература», «Поэзия» и «Поэтика», много статей об иностранных и русских писателях. Словник статей, которые Горнфельд готовил к печати, фрагменты библиографии и краткие выписки из научной литературы, служащие подготовительными материалами для разных работ, сохранились в его записных книжках (хранится в РНБ, фонд 211).
Горнфельд являлся также одним из видных участников харьковских сборников «Вопросы теории и психологии творчества», издаваемых группой педагогов и учёных — Лезиным, Харциевым, Овсянико-Куликовским и др. Ряд статей помещен им в собраниях сочинений Шиллера, Шекспира и Пушкина под редакцией Венгерова, а также в «Истории русской литературы» товарищества «Мир», в сборниках «На славном посту», «В защиту слова», «Зарницы», Литературного Фонда и др. В издании сочинений Шиллера под редакцией С. А. Венгерова ему принадлежат, кроме нескольких переводов, пояснительные примечания и пояснительный исторический словарь к художественным произведениям Шиллера. В 1900 году вышел перевод «Духа законов» Монтескьё.
Отдельно вышли: «Муки Слова» (1906), «Книги и люди» (1908), «На Западе» (1910), «О толковании художественных произведений» (1912), «О русских писателях», т. 1 (1912). Под редакцией Горнфельда вышло собрание сочинений С. Т. Аксакова. Горнфельд — автор работы «Новые словечки и старые слова» (Пг., 1922) о языковом пуризме. Печатался в таких сборниках, как «Куда мы идем? Настоящее и будущее русской интеллигенции, литературы, театра, искусств» (М., 1910); «Вокруг Достоевского и Горького // Бюллетень литературы и жизни» (1913, № 4, 7; 1914, № 10 и далее); «Парфенон» (СПб., 1922); «Начала» (1922) и др. Были изданы письма В. Г. Короленко к Горнфельду.

## Критическая деятельность
А. Г. Горнфельд был одним из наиболее заметных литературных критиков своего времени. Самые известные его книги: «Пути творчества» (1922), «Романы и романисты» (1930), «Как работали Гёте, Шиллер и Гейне» (1933). Наиболее крупные статьи: «Забытый писатель» <Кущевский>, (1895); «Критика и лирика» (1897); «И. И. Дитятин» (1896); «Поль-Луи Курье» (1898); «Памяти Герцена» (1900); «Теория и практика изучения литературы» (1901); «Русские женщины Некрасова в новом освещении» (1904); «Экспериментальное искусство» (1904); «Будущее искусства» (1908); «С. Т. Аксаков», «Литература и героизм» и др.
В теоретических работах по литературе Горнфельд примыкает к научно-философскому направлению В. Гумбольдта, Штейнталь-Лацаруса, Потебни и Веселовского, рассматривая поэзию как коллективное познание в образах и привлекая к анализу писателя по преимуществу элементарные формы его творчества стиль, язык и т. п.
По мнению С. А. Венгерова: «Видный деятель „Русского Богатства“ Горнфельд совершенно чужд, однако, публицистической критики. В литературном темпераменте его нет ничего боевого. Он тонкий критик-аналитик. Главные литературные интересы его — в сфере эстетики. Это, однако, не та старая эстетика, которая брала на себя направлять творчество писателя и обыкновенно запрещала ему касаться всего, что выходит за пределы чистого искусства. Горнфельда занимает эстетика научная, ничего не предписывающая и только объективно анализирующая. С внешней стороны это как будто воскрешение старой риторики, потому что автор очень много занимается чисто внешним выражением поэтического творчества, теми муками слова, которые неизбежны при всякой формулировке серьёзной мысли и серьёзного настроения в сжатой и изящной форме; но в действительности им только выясняется органическая связь литературного творчества, как явления языка, со всей совокупностью психологических и социологических основ искусства».

## Горнфельд и еврейство
Горнфельд довольно часто писал на еврейские темы в «Восходе», «Свободе и равенстве», «Еврейском мире», «Новом восходе», а также в русских изданиях. Он снабдил обширным предисловием русский перевод книги Лацаруса «Этика иудаизма» (1903). Статья Горнфельда «Теодор Герцль» («Русское богатство», 1904) познакомила русскую интеллигенцию с идеями сионизма. Горнфельд был членом редакционной комиссии издания «Регесты и надписи» (свод материалов по истории евреев в России; 1-3 тт., 1899—1913) и активным автором «Еврейской энциклопедии» (1908—1913).
В статье о Гоголе, опубликованной в «Еврейской энциклопедии Брокгауза и Ефрона», Горнфельд рассматривает гоголевское творчество в плоскости антисемитизма писателя: «Упоминание о евреях и еврейские образы, встречающиеся в его произведениях — главным образом, в „Тарасе Бульбе“ и так называемых „Отрывках из неоконченной повести“ — запечатлены заурядным юдофобством эпохи. Это — не реальное изображение, а карикатуры, появляющиеся по преимуществу затем, чтобы посмешить читателя; мелкие воришки, предатели и безжалостные вымогатели, евреи Гоголя лишены всяких человеческих чувств… Антисемитизм Гоголя не имеет ничего индивидуального, конкретного, не исходит из знакомства с современной действительностью: это — естественный отголосок традиционного теологического представления о неведомом мире еврейства, это старый шаблон, по которому создавались типы евреев в русской и еврейской литературе».
После 1917 года Горнфельд продолжал участвовать в выходивших в Советском Союзе русско-еврейских изданиях («Русское слово и еврейское творчество» в «Еврейском альманахе», 1923; «Посмертная повесть Короленко» в сборнике «Еврейский вестник», 1928).

## Горнфельд и литературная борьба 1920-х годов
А. Г. Горнфельд принял участие в горячих дискуссиях 1920-х годов о «новой литературе». По его мнению: «Пока своя идеология не отлилась в свой художественный стиль, реальной современностью является подражание Ремизову».
Для марксистской критики Горнфельд был чужд ввиду субъективно-социологического profession de foi критика. «Занимаясь процессами поэтического мышления, Горнфельд чуждается иных проблем. Его не интересуют вопросы поэтической структуры. Определения, которые даются им явлениям прозы, поэзии, трагедии, насквозь психологичны. Понимая искусство как борьбу творчества с традицией, Горнфельд не подвергает эту традицию историко-литературному изучению. Его анализ индивидуалистичен. И уже враждебно относится он к попыткам социологической интерпретации литературных фактов, установления их социального генезиса, обнажения их классовых корней. За индивидуальным мышлением творческой монады Горнфельд не видит и не желает видеть тех групп, которые говорят устами художников. Для марксистов проблема „толкования художественного произведения“ неотрывна от функционального изучения поэтического произведения и от социологического изучения читательского коллектива. Метод Горнфельда — законченно-идеалистичен». («Литературная энциклопедия»).
Лефовцы в лице В. Б. Шкловского в целом отрицательно относились к опыту Горнфельда: «А. Горнфельд — человек почтенный и украшенный многими ошибками. Так адмирал Макаров был славен своей неудачной попыткой совершить полярное путешествие на ледоколе. Горнфельд никуда не плавал, и, кажется, этим очень гордится. Литературно он никого не родил и это, вероятно, очень аристократично. Конечно, Горнфельд умнее журнала, в котором он писал, но тем хуже, так как он действовал сознательно. В литературе не надо жалости и нужно поэтому не замалчивать бесполезность пути Горнфельда, а сделать из него памятник и пугало. Кажется первый раз А. Горнфельд (очень милый в жизни и образованный человек) что-то советует… Книга „Начатки литературной грамоты“ в том виде, как она предлагается А. Горнфельдом… бесполезна. Если же её снабдить (что может сделать редактор книги во втором её издании) русскими примерами, то она может стать незаменимым руководством для всякого, кто захочет научиться писать так, как писали в Вестнике Европы и Русском Богатстве».
Столь же неприязненное отношение вызывал Горнфельд у О. Э. Мандельштама: «К числу убийц русских поэтов или кандидатов в эти убийцы прибавилось тусклое имя Горнфельда. Этот паралитический Дантес, этот дядя Моня с Бассейной, проповедующий нравственность и государственность, выполнил социальный заказ совершенно чуждого ему режима, который он воспринимает приблизительно как несварение желудка.
Погибнуть от Горнфельда так же смешно, как от велосипеда или от клюва попугая».
Вопреки желанию В. И. Ленина, писавшего в письме И. В. Сталину 16.07.1922 о необходимости высылки бывших энесов, кадетов из страны, в том числе и Горнфельда, Аркадий Георгиевич остался в Ленинграде, где и умер накануне начала Великой Отечественной войны в возрасте 73 лет. Похоронен на Волковском лютеранском кладбище.